# Take Pride in America

Take Pride in America est un programme de partenariat avec le Département de l'Intérieur des États-Unis qui permet aux individus, à des groupes ou encore à des corporations de se porter volontaires pour aider à la conservation du territoire américain. Son but est d'instiller un sens profond de la propriété et de la responsabilité des ressources naturelles, culturelles et historiques aux citoyens américains.

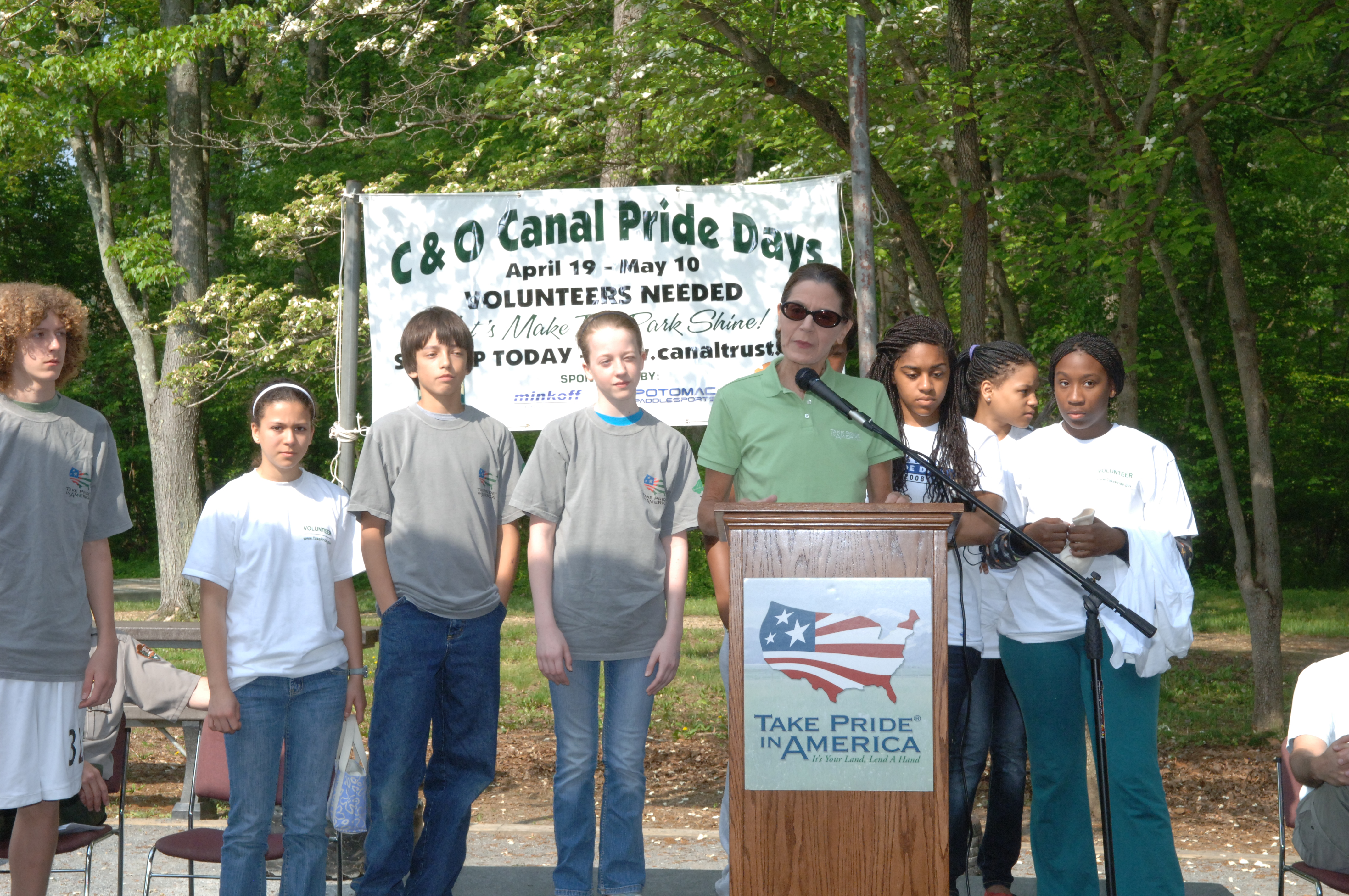
Activités de nettoyage organisées par l'organisme Canal Pride Days dans le cadre du programme Take Pride in America.

Le programme offre aux volontaires la possibilité de passer leur été comme guides dans un parc national, ou de travailler dans un site naturel en tant que restaurateur, par exemple.